# Cu privire la desfășurarea unei operațiuni militare speciale
 
„Cu privire la desfășurarea unei operațiuni militare speciale” (în rusă О проведении специальной военной операции, transliterat O provedenii spetsialʹnoy voyennoy operatsii) a fost o emisiune televizată a președintelui rus Vladimir Putin din 24 februarie 2022, care anunța invazia rusă în Ucraina.
Acesta s-a adresat cetățenilor Rusiei și Ucrainei, forțelor armate ale Rusiei și Ucrainei precum și comunității internaționale. Putin a anunțat că Rusia lansează o „operațiune militară specială” pentru a apăra teritoriile controlate de Rusia în estul Ucrainei – Republica Populară Donețk și Republica Populară Lugansk – în temeiul articolului 51 din Carta Organizației Națiunilor Unite. Elementele rusești din regiunile separatiste au fost în război cu Ucraina din 2014, iar Rusia a devenit recent primul stat care le-a recunoscut ca fiind independente. Putin a susținut că Ucraina a comis genocid împotriva vorbitorilor de limbă rusă din regiune; că guvernul ucrainean era format din neonaziști aflați sub control occidental, că Ucraina dezvoltă arme nucleare și că NATO construiește infrastructură militară în Ucraina, amenințând Rusia. Aceste acuzații au fost respinse pe scară largă ca fiind neadevărate.
Putin a declarat că Rusia acționează în legitimă apărare, că obiectivul său este „demilitarizarea și denazificarea” Ucrainei și a susținut că Rusia nu intenționează să ocupe teritoriul ucrainean. El a amenințat cu consecințe grave pentru orice țară care intervine. Invazia a început imediat după anunțul lui Putin.

## Adresare
Pe 24 februarie 2022, la ora 5:30, ora Moscovei, posturile de televiziune de stat au difuzat un nou discurs al președintelui rus Vladimir Putin, în care acesta a vorbit despre următoarele puncte:

### Ucraina, sprijinită de NATO, ca stat „antirus”
În discursul său, Putin a vorbit despre imposibilitatea de a ajunge la un acord cu NATO în condiții egale și a acuzat alianța militară că se extinde spre est. Putin a menționat adesea extinderea NATO în discursul său, calificând-o și dezvoltarea militară a Ucrainei drept „inacceptabilă”. El a declarat că:
„Pe măsură ce NATO se extinde spre est, cu fiecare an care trece, situația pentru țara noastră devine din ce în ce mai rea și mai periculoasă. În plus, în ultimele zile, conducerea NATO a vorbit deschis despre necesitatea de a accelera și forța avansarea infrastructurii alianței până la granițele Rusiei. Cu alte cuvinte, ei își dublează poziția. Nu mai putem doar să ne uităm la ceea ce se întâmplă. Ar fi absolut iresponsabil din partea noastră.”
Putin a declarat că Ucraina devine un stat „antirus”, fiind aprovizionată de alți membri NATO cu „cele mai moderne arme”, afirmând:
„Extinderea în continuare a infrastructurii NATO și începerea dezvoltării militare pe teritoriile Ucrainei sunt inacceptabile pentru noi. Problema, desigur, nu este NATO în sine - acesta este doar un instrument al politicii externe a SUA. Problema este că în teritoriile adiacente nouă - teritorii care au fost istoric ale noastre, subliniez - se creează o „anti-Rusia” ostilă nouă, plasată sub control extern deplin; [ea] este intens colonizată de forțele armate ale țărilor NATO și este aprovizionată cu cele mai moderne arme.”

### Anunțarea unei „operațiuni militare speciale” în Donbas, Ucraina
Putin a anunțat începerea unei „operațiuni militare speciale” în regiunea Donbas, invocând articolul 51 din Carta ONU (privind dreptul la autoapărare), decizia Consiliului Federației privind utilizarea trupelor ruse în Ucraina și acordurile cu Republica Populară Donețk (DPR) și Republica Populară Lugansk (LPR). El a spus:
„Nu ne-a fost lăsată nicio altă opțiune pentru a proteja Rusia și poporul nostru, cu excepția celei pe care vom fi forțați să o folosim astăzi. Situația ne cere să luăm măsuri decisive și imediate. Republica Populară Donbas s-a adresat Rusiei cu o cerere de ajutor... În acest sens, în conformitate cu articolul 51 din partea 7 a Cartei ONU, cu sancțiunea Consiliului Federației Rusiei și în conformitate cu tratatele de prietenie și asistență reciprocă ratificate de Adunarea Federală la 22 februarie a acestui an cu Republica Populară Donețk și Republica Populară Lugansk, am decis să desfășor o operațiune militară specială. ”
Cu câteva zile mai devreme, la 21 februarie, Rusia a recunoscut oficial RPD și RPL ca state independente, care au fost acordurile cu DNR și LNR menționate de Putin. Acestea au fost ratificate de Duma de Stat și de Consiliul Federației. El a declarat că scopul „operațiunii” a fost de a „proteja oamenii” din regiunea Donbas, predominant rusofonă, care, potrivit lui Putin, „de opt ani se confruntă cu umilința și genocidul săvârșite de regimul de la Kiev”. Putin a mai declarat că Rusia urmărește „demilitarizarea și denazificarea” Ucrainei.

### Apel către poporul ucrainean
Putin a făcut apel la militarii ucraineni să „depună imediat armele și să se întoarcă acasă”, spunând: „Toți militarii armatei ucrainene care se conformează acestei cerințe vor putea părăsi liber zona de luptă și se vor întoarce la familiile lor. Toată responsabilitatea pentru eventuala vărsare de sânge va fi în întregime pe conștiința regimului aflat la putere pe teritoriul Ucrainei.” Adresându-se cetățenilor Ucrainei, el a legat acțiunile Rusiei de autoapărare împotriva amenințărilor create pentru aceasta și de «un dezastru și mai mare decât cel care se întâmplă astăzi», spunând „Indiferent cât de greu este, vă cer să înțelegeți acest lucru și să faceți apel la interacțiune pentru a întoarce această pagină tragică și a merge înainte împreună”.
Putin a declarat că nu există planuri de ocupare a teritoriului ucrainean și că susține dreptul popoarelor din Ucraina la autodeterminare, afirmând:
„Planurile noastre nu includ ocuparea teritoriilor ucrainene. Nu vom impune nimic nimănui prin forță. În același timp, auzim că, recent, în Occident se vorbește despre faptul că documentele semnate de regimul totalitar Sovietic, care au asigurat rezultatul Al Doilea Război Mondial, nu ar mai trebui susținute. Ei bine, care este răspunsul la această întrebare? ... Rezultatul celui de-Al Doilea Război Mondial, precum și sacrificiile făcute de poporul nostru pe altarul victoriei asupra nazismului, sunt sacre. ”

### Avertisment împotriva intervenției internaționale
La finalul discursului, Putin a avertizat alte țări să nu intervină în conflict, spunând:
„Oricine încearcă să interfereze cu noi și, cu atât mai mult, să creeze amenințări pentru țara noastră, pentru poporul nostru, ar trebui să știe că răspunsul Rusiei va fi imediat și vă va conduce la consecințe pe care nu le-ați experimentat niciodată în istoria voastră. Suntem pregătiți pentru orice evoluție a evenimentelor. Au fost luate toate deciziile necesare în această privință. Sper că am fost auzit. ”

## Începutul invaziei
Discursul lui Putin a fost difuzat în timpul unei reuniuni de urgență a Consiliului de Securitate al ONU privind situația din Ucraina, care a început în seara zilei de 23 februarie. La întâlnirea propriu-zisă, Vasili Nebenzya⁠(d), reprezentantul Rusiei la ONU, a declarat: „Nu desfășurăm o agresiune împotriva poporului ucrainean, ci împotriva grupului care a preluat puterea la Kiev”.
La câteva minute după anunțul lui Putin, au fost raportate explozii la Kiev, Harkov, Odesa și Donbas. La aproximativ 5 dimineața. ora Kievului, Forțele Aerospațiale Ruse și Marina Rusă au lansat atacuri cu rachete și bombe asupra instalațiilor militare ucrainene. Simultan, Forțele terestre ruse au intrat pe teritoriul Ucrainei din mai multe direcții, inclusiv din Crimeea ocupată și din teritoriul Belarusului, începând invazia rusă în Ucraina.
La 20 iulie 2022, The New York Times a raportat că Lavrov a anunțat că Rusia va răspunde la ajutorul militar sporit primit de Ucraina din străinătate ca justificând extinderea frontului de „operațiuni speciale” pentru a include obiective militare în regiunile Zaporijjea și Herson.

## Analiza afirmațiilor lui Putin

### Afirmații despre NATO
Ucraina nu este membră a NATO, o alianță de securitate colectivă, similară în concept cu CSTO din care face parte Rusia. În afara statelor sale membre, NATO a avut o prezență militară doar în Kosovo și Irak, la cererea guvernelor acestora. NATO și Rusia au cooperat până când Rusia a anexat ilegal Crimeea în 2014. Ucraina a fost o țară nealiniată când Rusia a ocupat Crimeea și a invadat Donbasul în 2014. Ca răspuns, parlamentul Ucrainei a votat pentru a pune capăt statutului său de țară nealiniată și pentru a include obiectivul de aderare la NATO în Constituție. NATO afirmă că nu este în război cu Rusia; politica sa oficială este că nu caută confruntarea, ci mai degrabă sprijină Ucraina în „dreptul său la autoapărare, consacrat în Carta ONU”.
Între dizolvarea Uniunii Sovietice și invazia rusă, 14 țări est-europene au fost admise în NATO. Patru dintre acestea au o graniță comună cu Rusia, iar ultima dată când o țară cu graniță cu Rusia a aderat la NATO înainte de invazie a fost în 2004.  În 2002, Putin a declarat că relația Ucrainei cu NATO nu era preocuparea Rusiei. Ucraina a solicitat un Plan de acțiune pentru aderarea la NATO la summitul de la București din 2008. NATO a refuzat, dar secretarul general Jaap de Hoop Scheffer a declarat că Ucraina va deveni membru în viitor. De atunci, Rusia s-a opus aderării Ucrainei la NATO, Putin avertizând că aceasta ar fi considerată o amenințare. Mai mulți analiști și oficiali au avertizat împotriva aderării țărilor din Europa de Est la NATO, din cauza riscului ca Rusia să o considere o amenințare.
Cu puțin timp înainte de moartea sa într-un accident aviatic, oligarhul rus Evgheni Prigojin a acuzat conducerea militară rusă că a mințit cu privire la agresiunea NATO pentru a justifica invazia. Prigozhin a fost un confident apropiat al lui Putin, iar Grupul său Wagner a jucat un rol important în invazie. Peter Dickinson de la Consiliul Atlantic a sugerat că adevăratul motiv pentru care Putin se opune NATO este pentru că „îl împiedică să intimideze vecinii Rusiei”.

### Articolul 51 din Carta ONU
Referința lui Putin la articolul 51 din Carta ONU este considerată incorectă de mai mulți avocați. John B. Bellinger III⁠(d), membru al Consiliului pentru Relații Externe, afirmă că articolul 51 din Carta ONU permite unui stat membru al ONU să acorde ajutor militar altui stat membru; însă RPD și RPL nu erau state membre ale ONU și erau recunoscute ca independente doar de Rusia. Cercetătorul elvețian în drept internațional Nico Krisch⁠(d) afirmă că articolul 51 reprezintă dreptul la autoapărare în cazuri excepționale, în principal atunci când un atac asupra unei țări a început deja sau este pe cale să înceapă. Pentru alte situații, există Consiliul de Securitate al ONU și alte mecanisme de soluționare a conflictelor; amenințarea neclară a NATO pe care Putin o vede în 1941 nu poate justifica această acțiune militară. Krisch a reamintit că la începutul anilor 2000, când Statele Unite au încercat să introducă conceptul de „autoapărare preventivă” ca justificare pentru utilizarea forței militare în Irak, majoritatea țărilor s-au opus unei astfel de interpretări, iar Rusia s-a numărat printre acestea. Dreptul lui Putin de a invoca articolul 51 a fost respins și de Organizația pentru Securitate și Cooperare în Europa și de secretarul general al ONU, António Guterres.

### Acuzația de genocid
Acuzațiile lui Putin potrivit cărora Ucraina a comis un genocid în Donbas au fost respinse pe scară largă ca nefondate de alte țări și organizații internaționale, inclusiv de Comisia UNESCO pentru Prevenirea Genocidului. Peste 300 de specialiști în genocid au emis o declarație prin care resping abuzul Rusiei de termenul „genocid” pentru a-și „justifica propria violență”. Ucraina a sesizat Curtea Internațională de Justiție (CIJ) pentru a contesta afirmația Rusiei. CIJ a declarat că nu a văzut nicio dovadă a genocidului comis de Ucraina.
În total, aproximativ 14.300 de persoane au fost ucise în războiul din Donbas, atât soldați, cât și civili. Potrivit Biroului Înaltului Comisar al Organizației Națiunilor Unite pentru Drepturile Omului (OHCHR), 6.500 au fost forțe proxy ruse rusești, 4.400 au fost forțe ucrainene, iar 3.404 au fost civili de ambele părți ale liniei frontului. Marea majoritate a deceselor civile au avut loc în primul an, iar rata deceselor în Războiul din Donbas era de fapt în scădere înainte de invazia rusă din 2022: în anul dinaintea invaziei, au existat 25 de decese civile legate de conflict, peste jumătate dintre acestea fiind cauzate de mine și muniții neexplodate.

### Acuzația de neonazism
Afirmația lui Putin potrivit căreia Ucraina a fost un stat neonazist a fost respinsă pe scară largă. Cei mai importanți cercetători din lume ai nazismului și Holocaustului (inclusiv Jared McBride, Francine Hirsch, Timothy D. Snyder, Omer Bartov⁠(d), Christoph Diekman și alții) au publicat o declarație de respingere a afirmațiilor lui Putin, care a fost semnată de sute de istorici și cercetători ai subiectului. În declarație se spune:
„Respingem cu fermitate ... echivalarea de către guvernul rus a statului ucrainean cu regimul nazist pentru a-și justifica agresiunea neprovocată. Această retorică este greșită din punct de vedere faptic, repugnantă din punct de vedere moral și profund ofensatoare pentru memoria milioanelor de victime ale nazismului și a celor care au luptat cu curaj împotriva acestuia.”
Autorii spun că Ucraina „are extremiști de dreapta și grupuri xenofobe violente” ca orice altă țară, dar „nimic din toate acestea nu justifică agresiunea rusă și caracterizarea grosolan greșită a Ucrainei”. Muzeul de Stat Auschwitz-Birkenau a condamnat acuzațiile lui Putin.
Afirmațiile lui Putin privind nazismul împotriva Ucrainei sunt parțial o încercare de a mobiliza sprijin pentru război. Propaganda rusă l-a încadrat drept o continuare a „Marelui Război Patriotic” al Uniunii Sovietice împotriva Germaniei Naziste, „chiar dacă Rusia sprijină grupurile de extremă-dreapta din întreaga Europă”. The Washington Post a comentat că „retorica luptei împotriva fascismului rezonează profund în Rusia, care a suferit pierderi uriașe în lupta împotriva Germaniei Naziste”.
Ucraina, ca multe alte țări, are o margine de extremă dreaptă, dar analiștii spun că Putin a exagerat foarte mult influența extremei drepte în Ucraina; aceasta nu are un sprijin larg în guvern, armată sau electorat. La ultimele alegeri, partidele de extremă dreaptă nu au reușit să obțină un loc în parlamentul ucrainean. Brigada Azov din Ucraina, care are origini de extremă dreaptă, a fost un punct central al propagandei Kremlinului. Cu toate acestea, până la momentul invaziei, sursele afirmă că brigada a fost depolitizată. Din 2015, simbolurile naziste și comuniste au fost interzise în Ucraina și există exemple de urmărire penală a neonaziștilor.
Președintele Ucrainei, Volodîmîr Zelenski, este evreu și are rude care au fost victime ale Holocaustului. De asemenea, este vorbitor de limbă rusă și a câștigat alegerile prezidențiale ucrainene din 2019 cu o marjă largă.
Ulrich B. Schmid⁠(d), profesor de cultură și societate rusă la Universitatea St. Gallen din Elveția, a calificat afirmația lui Putin drept „josnică” și a remarcat faptul că Rusia însăși are multe grupuri proeminente de extremă dreapta. Unele unități rusești care au luat parte la invazie sunt ele însele legate de neonazism, cum ar fii Grupul Rusich și Grupul Wagner. Grupurile ruse de extremă dreapta au jucat, de asemenea, un rol major în rândul forțelor proxy ruse din Donbas.

### Amenințarea unui război nuclear
Josep Borrell, reprezentantul UE pentru afaceri externe și politica de securitate, precum și Michael E. O'Hanlon⁠(d), cercetător principal al Brookings Institution și John Daniszewski⁠(d), vicepreședintele Associated Press, au apreciat cuvintele lui Putin privind un posibil răspuns la intervenția în conflict drept o amenințare cu utilizarea armelor nucleare.
La 27 februarie, Putin a ordonat ministrului apărării să pună forțele de descurajare strategică într-un mod special de luptă. Motivul pentru aceasta a fost ceea ce el a numit „acțiunile neprietenoase” ale țărilor occidentale în sfera economică, precum și „declarațiile agresive” ale liderilor acestora.

## Condamnarea internațională
Secretarul general al NATO, Jens Stoltenberg, a emis o declarație de condamnare a „atacului nesăbuit și neprovocat al Rusiei asupra Ucrainei, care pune în pericol nenumărate vieți civile. Încă o dată, în ciuda avertismentelor noastre repetate și a eforturilor noastre neobosite de a ne angaja în diplomație, Rusia a ales calea agresiunii împotriva unei țări suverane și independente.”
Președintele american Joe Biden a emis o declarație în care a afirmat că Rusia a lansat „un atac neprovocat și nejustificat” asupra poporului ucrainean.
În declarație, Biden a spus: „Președintele Putin a ales un război premeditat care va aduce o pierdere catastrofală de vieți și suferință umană”. El a spus: „Rusia este singura responsabilă pentru moartea și distrugerea pe care acest atac le va aduce, iar Statele Unite și aliații și partenerii săi vor răspunde într-un mod unit și decisiv. Lumea va trage Rusia la răspundere”.
La aflarea veștii anunțului, secretarul general al ONU, António Guterres, i-a cerut lui Putin să oprească invazia: „Domnule președinte Putin, opriți-vă trupele din atacarea Ucrainei. Dați o șansă păcii, prea mulți oameni au murit deja”.